# Sealy
Sealy è un centro abitato degli Stati Uniti d'America, situato nella contea di Austin dello Stato del Texas. Secondo il censimento effettuato nel 2010, abitavano nella città 6,019 persone.

## Geografia
Sealy è situato a 29°46′27″N 96°09′27″W (29.774182, -96.157570).
Secondo l'Ufficio del censimento degli Stati Uniti d'America la città ha un'area totale di 10.2 miglia quadrate (26.3 km²), di cui 10.0 miglia quadrate (25.9 km²) sono terra, mentre 0.15 miglia quadrate (0.4 km², corrispondenti all'1.52 del territorio) sono costituiti dall'acqua.
È incluso nell'area metropolitana di Houston–The Woodlands–Sugar Land. Inoltre è attraversata dalla Interstate 10 e dalla Texas State Highway 36. Dista 50 miglia (80 km) ad ovest dal centro di Houston, 25 miglia ad ovest di Columbus, 14 miglia a nord di Bellville, e 15 miglia ad est di Brookshire.

## Amministrazione
Il capo della polizia è Chris Noble, il suo assistente è Jay Reeves, il capitano Scott Riske, mentre Chris Hudson è il tenente.

## Aree verdi
Sono presenti cinque parchi nella comunità: il Sealy Business & Professional Women's (B&PW) Park (a 1008 Main Street, nella fascia nord-occidentale della città), l'Abe & Irene Levine Family Park (406 Main Street, in centro, di fronte al municipio) il Jacqueline A. Cryan Memorial Park (1500 Miller Road), il Joe Scranton Jr. Park (96 Daniels Street, fascia est), e il Mark Frederick Park (131 Brookside Lane, parte sud-occidentale).

## Evoluzione demografica
| Anno       | Popolazione | ±%                   |
| ---------- | ----------- | -------------------- |
| 1880       | 24          | Note:                |
| 1890       | 837         | 3,387.5%             |
| 1950       | 1,942       | Dati non disponibili |
| 1960       | 2,328       | 19.9%                |
| 1970       | 2,685       | 15.3%                |
| 1980       | 3,875       | 44.3%                |
| 1990       | 4,541       | 17.2%                |
| 2000       | 5,248       | 15.6%                |
| 2010       | 6,019       | 14.7%                |
| Stima 2015 | 6,403       | 6.4%                 |

### Censimento del 2000
Secondo il censimento del 2000, c'erano 5,248 persone, 1,882 nuclei familiari e 1,349 famiglie residenti nella città. La densità di popolazione era di 759.3 persone per miglio quadrato (293.2/km²). C'erano 2,077 unità abitative a una densità media di 300.5 per miglio quadrato (116.1/km²). La composizione etnica della città era formata dal 75.1% di bianchi, il 12.3% di afroamericani, lo 0.30% di nativi americani, lo 0.55% di asiatici, il 12.88% di altre razze, e l'1.92% di due o più etnie. Ispanici o latinos di qualunque razza erano il 30.43% della popolazione.
C'erano 1,882 nuclei familiari di cui il 38.4% aveva figli di età inferiore ai 18 anni, il 52.6% erano coppie sposate conviventi, il 13.7% aveva un capofamiglia femmina senza marito, e il 28.3% erano non-famiglie. Il 24.5% di tutti i nuclei familiari erano individuali e l'11.7% aveva componenti con un'età di 65 anni o più che vivevano da soli. Il numero di componenti medio di un nucleo familiare era di 2.75 e quello di una famiglia era di 3.30.
La popolazione era composta dal 30.2% di persone sotto i 18 anni, il 9.3% di persone dai 18 ai 24 anni, il 28.9% di persone dai 25 ai 44 anni, il 19.2% di persone dai 45 ai 64 anni, e il 12.5% di persone di 65 anni o più. L'età media era di 33 anni. Per ogni 100 femmine c'erano 91.3 maschi. Per ogni 100 femmine dai 18 anni in su, c'erano 87.8 maschi.
Il reddito medio di un nucleo familiare era di 34,277 dollari, e quello di una famiglia era di 40,348 dollari. I maschi avevano un reddito medio di 28,720 dollari contro i 20,793 dollari delle femmine. Il reddito pro capite era di 15,986 dollari. Circa l'11.2% delle famiglie e il 15.6% della popolazione erano sotto la soglia di povertà, incluso il 18.9% di persone sotto i 18 anni e il 13.5% di persone di 65 anni o più.

## Cultura

### Istruzione
Gli studenti frequentano il Sealy Independent School District. Le scuole che formano questo complesso sono: il Selman Elementary School, il Selman Intermediate School (4-5), il Sealy Junior High School (6-8), e il Sealy High School (9-12). Tutti gli istituti sono presenti geograficamente nella zona di Sealy. Il Blinn College, a Sealy Mall, serve gli studenti di Sealy.

## Galleria d'immagini

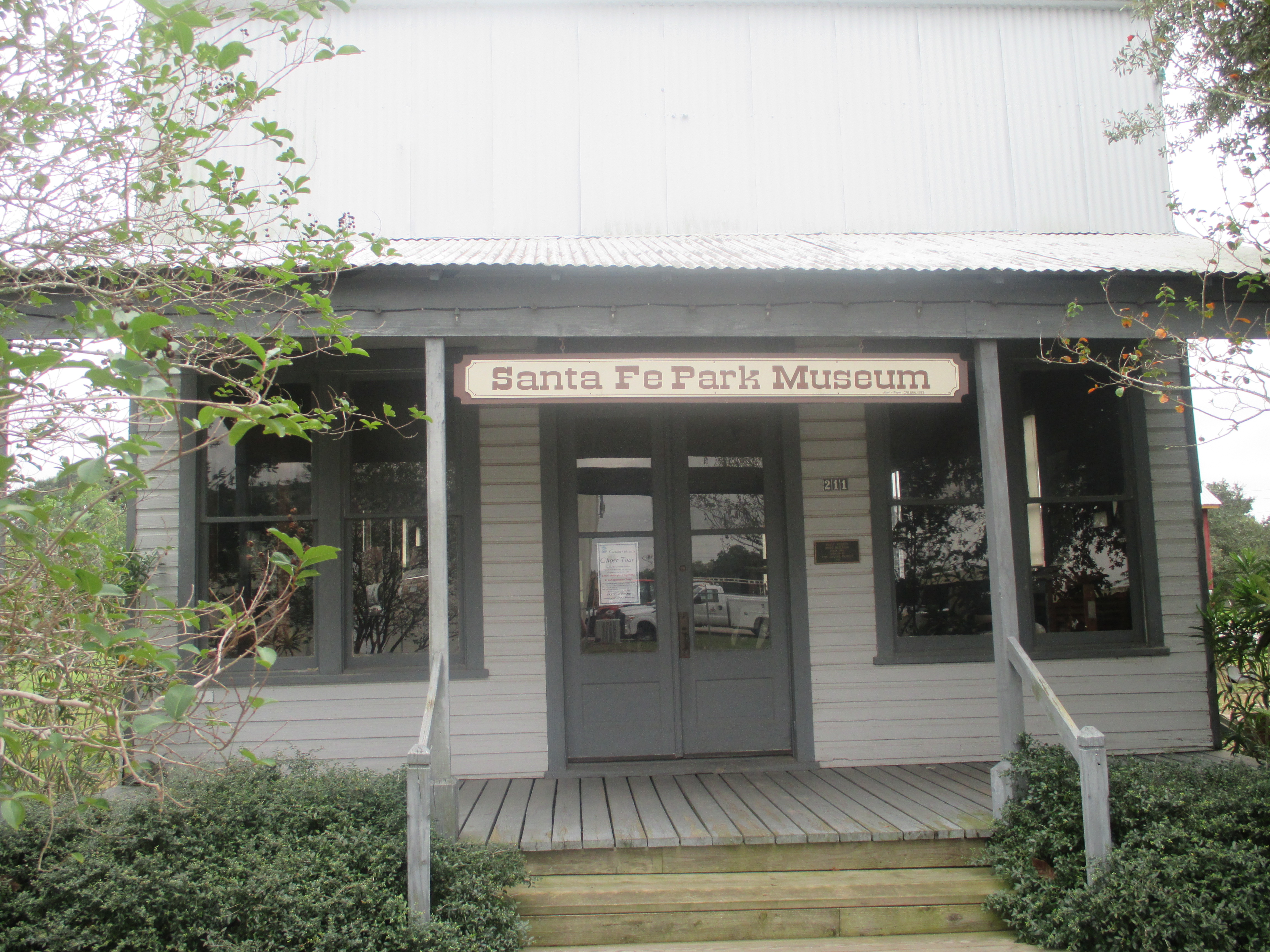
Santa Fe Park Museum
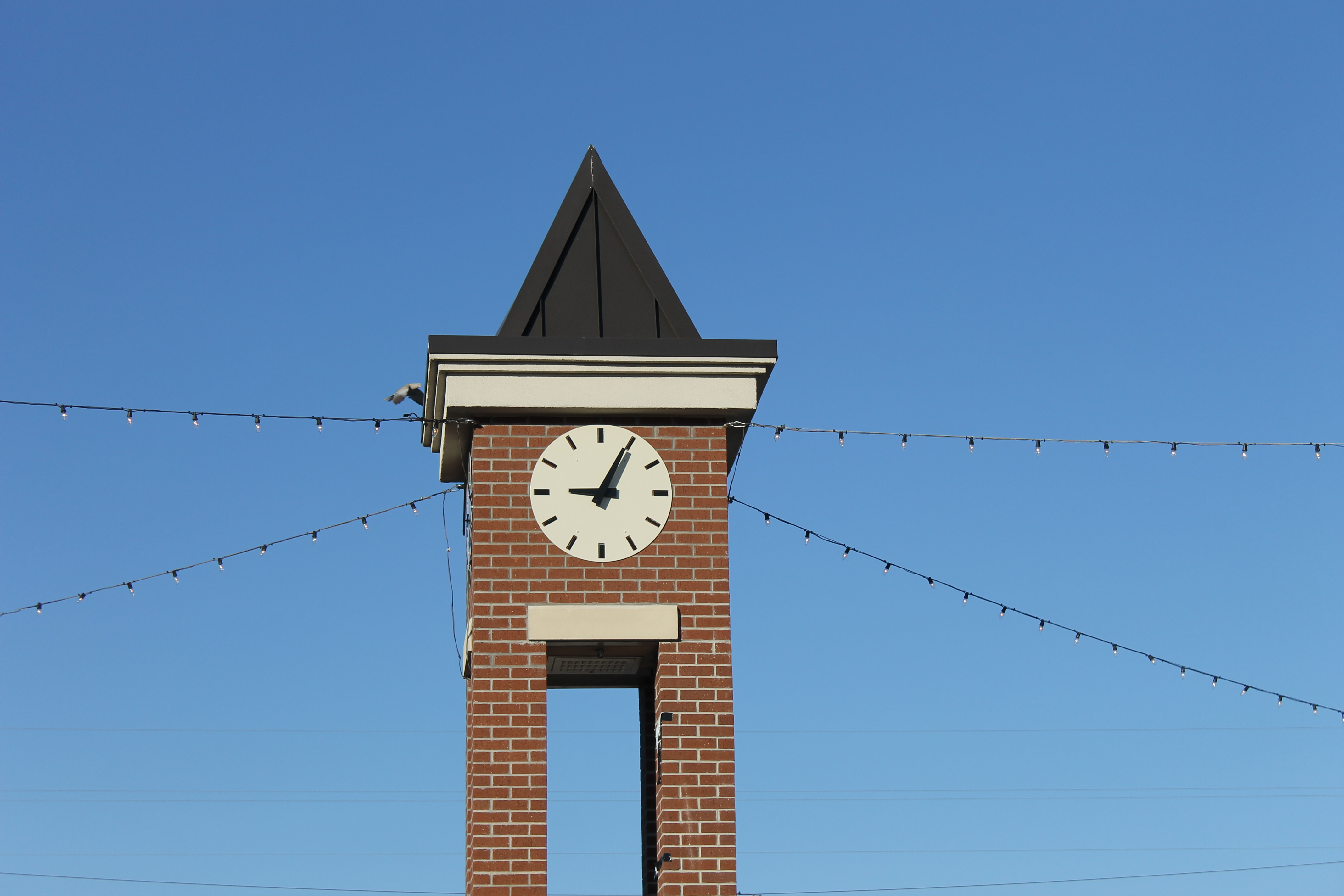
Torre dell'orologio
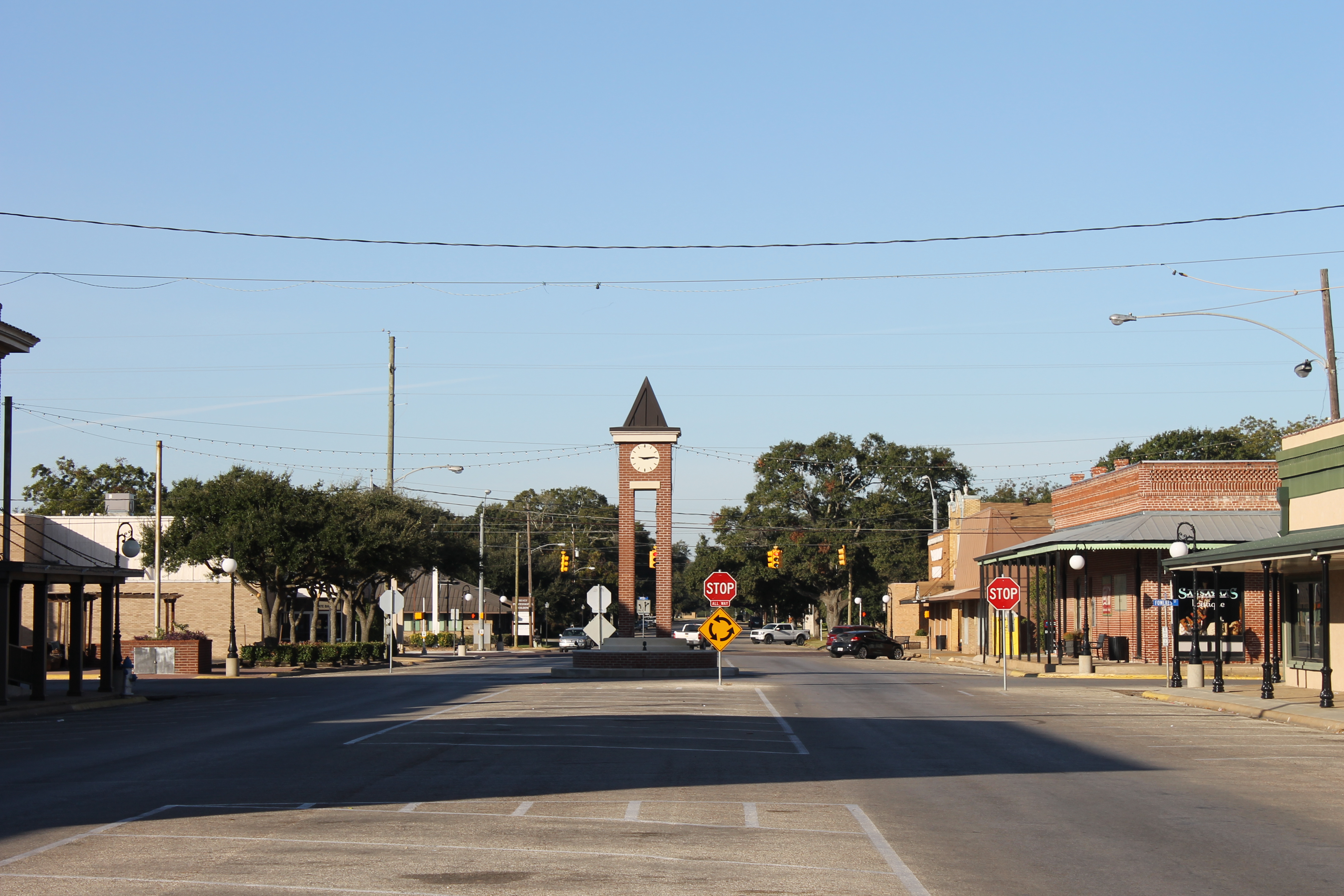
Centro della città
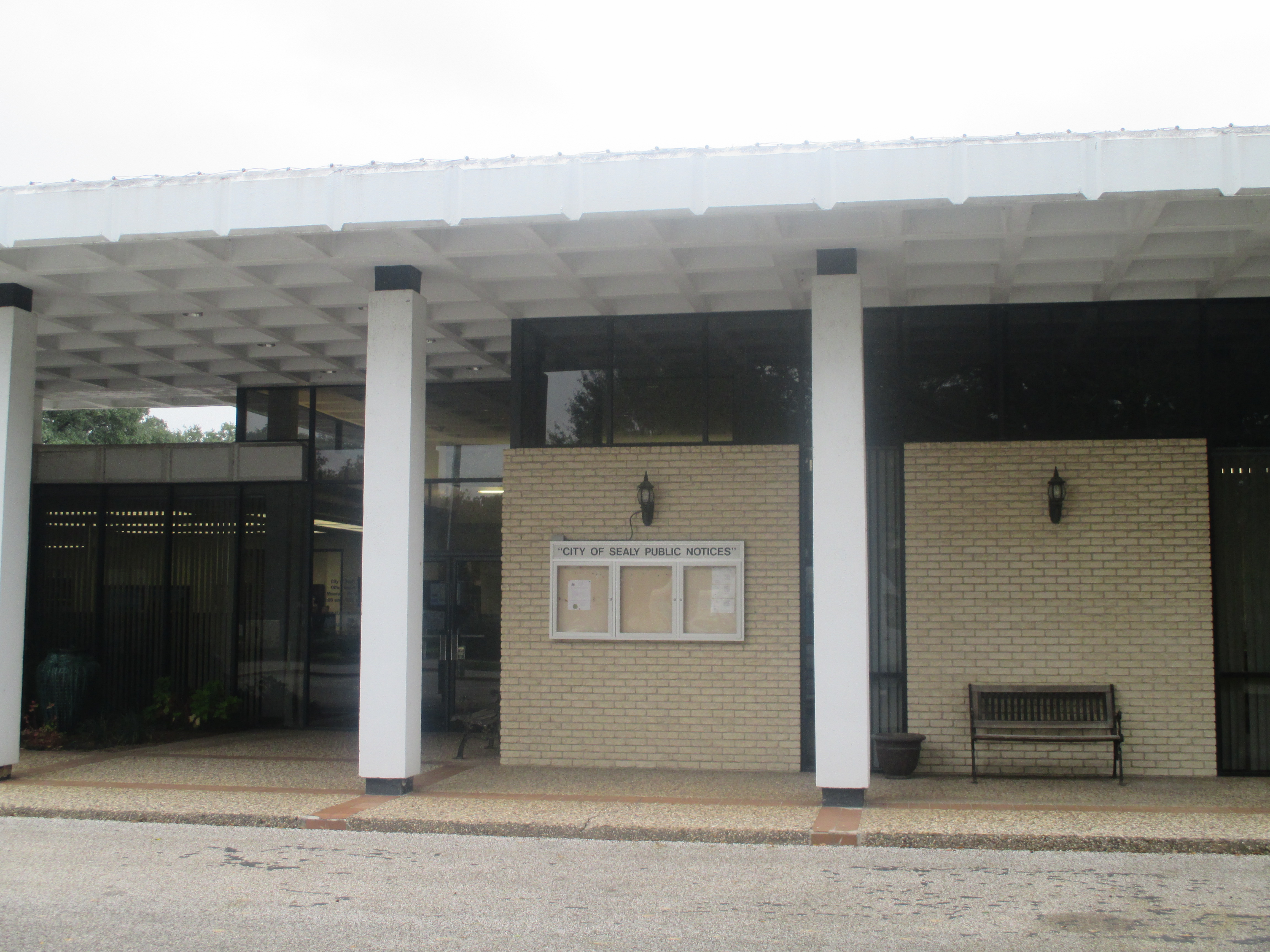
Municipio
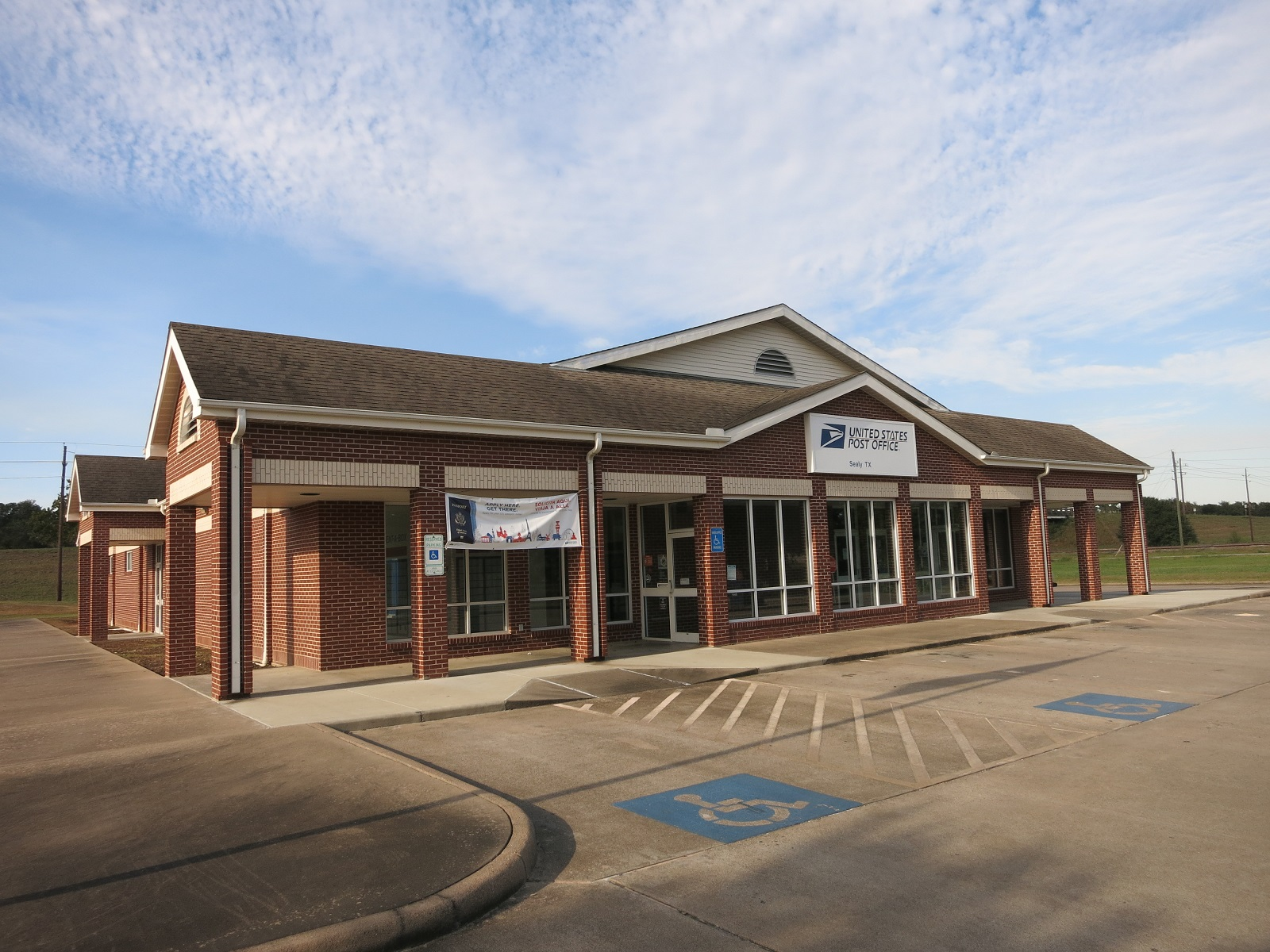
Ufficio postale